# Ministre de la Famille, des Enfants et du Développement social
Le ministre de la Famille, des Enfants et du Développement social (anglais : Minister of Families, Children and Social Development) était le ministre responsable de la SCHL du gouvernement fédéral canadien.

## Historique
Le poste de ministre de la Famille, des Enfants et du Développement social a été créé lors de la constitution du 29e conseil des ministres mené par Justin Trudeau. Un ministre d'État aux Familles et aux Aidants naturels a également été nommé dans le Cabinet Martin de juillet 2004 à février 2006.
La SCHL est sous la responsabilité du ministre de la Famille, des Enfants et du Développement social depuis décembre 2019 et, depuis avril 2020, il est également responsable des attributions liées au logement. 

## Liste des ministres
| Titulaire Parti                                                               | Titulaire Parti                                                               | Titulaire Parti                                                               | Début                                                                         | Fin                                                                           | Cabinet          |
| ----------------------------------------------------------------------------- | ----------------------------------------------------------------------------- | ----------------------------------------------------------------------------- | ----------------------------------------------------------------------------- | ----------------------------------------------------------------------------- | ---------------- |
| Ministre du Développement social                                              | Ministre du Développement social                                              | Ministre du Développement social                                              | Ministre du Développement social                                              | Ministre du Développement social                                              | 27e (Martin)     |
|                                                                               |                                                                               | Liza Frulla Libéral                                                           | 12 décembre 2003                                                              | 19 juillet 2004                                                               | 27e (Martin)     |
|                                                                               |                                                                               | Ken Dryden Libéral                                                            | 20 juillet 2004                                                               | 5 février 2006                                                                | 27e (Martin)     |
| Ministre des Ressources humaines et du Développement social                   | Ministre des Ressources humaines et du Développement social                   | Ministre des Ressources humaines et du Développement social                   | Ministre des Ressources humaines et du Développement social                   | Ministre des Ressources humaines et du Développement social                   | 28e (Harper)     |
|                                                                               |                                                                               | Diane Finley Conservateur                                                     | 6 février 2006                                                                | 3 janvier 2007                                                                | 28e (Harper)     |
|                                                                               |                                                                               | Monte Solberg Conservateur                                                    | 4 janvier 2007                                                                | 29 octobre 2008                                                               | 28e (Harper)     |
| Ministre des Ressources humaines et du Développement des compétences          |                                                                               |                                                                               |                                                                               |                                                                               | 28e (Harper)     |
|                                                                               |                                                                               | Diane Finley Conservateur                                                     | 30 octobre 2008                                                               | 14 juillet 2013                                                               | 28e (Harper)     |
| Ministre de l'Emploi et du Développement social                               |                                                                               |                                                                               |                                                                               |                                                                               | 28e (Harper)     |
|                                                                               |                                                                               | Jason Kenney Conservateur                                                     | 15 juillet 2013                                                               | 9 février 2015                                                                | 28e (Harper)     |
|                                                                               |                                                                               | Pierre Poilievre Conservateur                                                 | 9 février 2015                                                                | 4 novembre 2015                                                               | 28e (Harper)     |
| Ministre de la Famille, des Enfants et du Développement social                | Ministre de la Famille, des Enfants et du Développement social                | Ministre de la Famille, des Enfants et du Développement social                | Ministre de la Famille, des Enfants et du Développement social                | Ministre de la Famille, des Enfants et du Développement social                | 29e (J. Trudeau) |
|                                                                               |                                                                               | Jean-Yves Duclos Libéral                                                      | 4 novembre 2015                                                               | 21 novembre 2019                                                              | 29e (J. Trudeau) |
|                                                                               |                                                                               | Ahmed Hussen Libéral                                                          | 21 novembre 2019                                                              | 26 octobre 2021                                                               | 29e (J. Trudeau) |
|                                                                               |                                                                               | Karina Gould Libéral                                                          | 26 octobre 2021                                                               | 25 juillet 2023                                                               | 29e (J. Trudeau) |
|                                                                               |                                                                               | Jenna Sudds Libéral                                                           | 26 juillet 2023                                                               | 14 mars 2025                                                                  | 29e (J. Trudeau) |
| Remplacé par le poste de Ministre de l'Emploi et des Familles (14 mars 2025). | Remplacé par le poste de Ministre de l'Emploi et des Familles (14 mars 2025). | Remplacé par le poste de Ministre de l'Emploi et des Familles (14 mars 2025). | Remplacé par le poste de Ministre de l'Emploi et des Familles (14 mars 2025). | Remplacé par le poste de Ministre de l'Emploi et des Familles (14 mars 2025). | 30e (Carney)     |

| Début            | Fin              | Ministère responsable                                       |
| ---------------- | ---------------- | ----------------------------------------------------------- |
| 12 décembre 2003 | 5 février 2006   | Développement social Canada                                 |
| 6 février 2006   | 29 octobre 2008  | Ressources humaines et Développement social Canada          |
| 30 octobre 2008  | 12 décembre 2013 | Ressources humaines et Développement des compétences Canada |
| 12 décembre 2013 | Ce jour          | Emploi et Développement social Canada                       |

### Anciens postes

#### Ministres et secrétaires d'État
| Ministre Intitulé                                          | Ministre Intitulé | Ministre Intitulé                                                  | Parti           | Début        | Fin              | Gouvernement   | Ministère |
| ---------------------------------------------------------- | ----------------- | ------------------------------------------------------------------ | --------------- | ------------ | ---------------- | -------------- | --------- |
|                                                            |                   | Ethel Blondin-Andrew Secrétaire d'État — Enfance et Jeunesse       | Libéral         | 11 juin 1997 | 11 décembre 2003 | 26e (Chrétien) | DRHC      |
| Ethel Blondin-Andrew Ministre d'État — Enfance et Jeunesse | Libéral           | 12 décembre 2003                                                   | 19 juillet 2004 | 27e (Martin) |                  |                | DRHC      |
|                                                            |                   | Tony Ianno (en) Ministre d'État — Familles et aux Aidants naturels | Libéral         | 27e (Martin) | 20 juillet 2004  | 5 février 2006 | DSC       |